# Doris Hermanns
Doris Hermanns (geboren 1961 in Bardenberg) ist eine deutsche Autorin, Publizistin, Übersetzerin und Herausgeberin. 2021 wurde sie als BücherFrau des Jahres ausgezeichnet.

## Leben
Doris Hermanns wurde 1961 geboren in Bardenberg bei Aachen. Sie studierte Pädagogik und Soziologie in Bielefeld. Im Anschluss zog sie nach Utrecht in die Niederlande, wo sie zunächst sechs Jahre als Angestellte in einem Antiquariat arbeitete. Dann übernahm sie das Antiquariat Vrouwenindruk in Amsterdam, das auf Bücher von und über Frauen spezialisiert war. Sie verlagerte das Antiquariat später nach Utrecht.
Nach 25 Jahren in den Niederlanden kehrte sie 2015 nach Deutschland zurück und zog nach Berlin. Dort arbeitet sie seitdem als Autorin, Publizistin, Redakteurin, Herausgeberin und Übersetzerin aus dem Niederländischen und dem Englischen. Sie schreibt regelmäßig Porträts von Frauen für die Biografie-Datenbank fembio. Seit 2000 ist sie in der Redaktion der Virginia Frauenbuchkritik tätig. Seit 2012 gehört sie zur Redaktion des Online-Magazins Aviva-Berlin.
Hermanns ist bei den BücherFrauen aktiv, dem Netzwerk von Frauen in der Buchbranche. Von 2016 bis 2020 war sie Städtesprecherin der BücherFrauen in Berlin. Sie betreut im BücherFrauen-Blog die Reihe „Drei Frauen – drei Bücher“ und stellt hier regelmäßig aktuelle Bücher von Frauen vor.

## Auszeichnungen
Die BücherFrauen zeichneten 2021 Doris Hermanns als BücherFrau des Jahres aus. Sie ehrten sie für ihr Engagement für die Sichtbarmachung von Frauen und deren Werk und ihr jahrelanges, ehrenamtliches Engagement für das Netzwerk.

## Veröffentlichungen
- Meerkatzen, Meißel und das Mädchen Manuela. Die Schriftstellerin und Tierbildhauerin Christa Winsloe. AvivA Verlag, Berlin 2012, ISBN 978-3-932338-53-3.
- Wär mein Klavier doch ein Pferd. Erzählungen aus den Niederlanden. editionfünf Verlag, Hamburg 2016, ISBN 978-3-942374-75-0. Mit einem Nachwort von Doris Hermanns.
- »Und alles ist hier fremd«. Deutschsprachige Schriftstellerinnen im britischen Exil. AvivA Verlag, Berlin 2022, ISBN 978-3-949302-05-3.[4]
- Sand im patriarchalen Getriebe. Zur Geschichte der Frauen-Buch-Bewegung. Aviva Verlag, 2025, ISBN 978-3-949302-28-2.

Herausgeberschaften
- Ruth Landshoff-Yorck: Sixty to Go. AvivA Verlag, Berlin 2014, ISBN 978-3-932338-63-2.
- Christa Winsloe: Auto-Biographie und andere Feuilletons. AvivA Verlag, Berlin 2016, ISBN 978-3-932338-83-0. Mit einem Nachwort von Doris Hermanns.
- Hertha von Gebhardt: Christian Voß und die Sterne. AvivA Verlag, Berlin 2021, ISBN 978-3-932338-96-0. Mit einem Nachwort von Doris Hermanns.

Beiträge
- »Von heute an gibt’s mein Programm!« Zur Geschichte der Frauenbuchläden und Frauen- und Lesbenverlage. In: Björn Biester, Carsten Wurm: Band 75 2020. Teil des mehrbändigen Werks Archiv für Geschichte des Buchwesens, De Gruyter, 2020, ISBN 978-3-11067-301-2. S. 167–202